# Enicospilus proscus
Enicospilus proscus là một loài tò vò trong họ Ichneumonidae.